# Ko Doncker

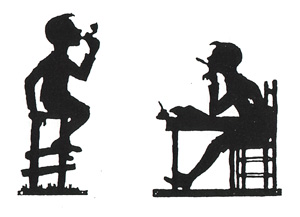
Schimmenspel met het figuurtje 'Jantje van der Plas', ontworpen voor tabaksfabriek Salm

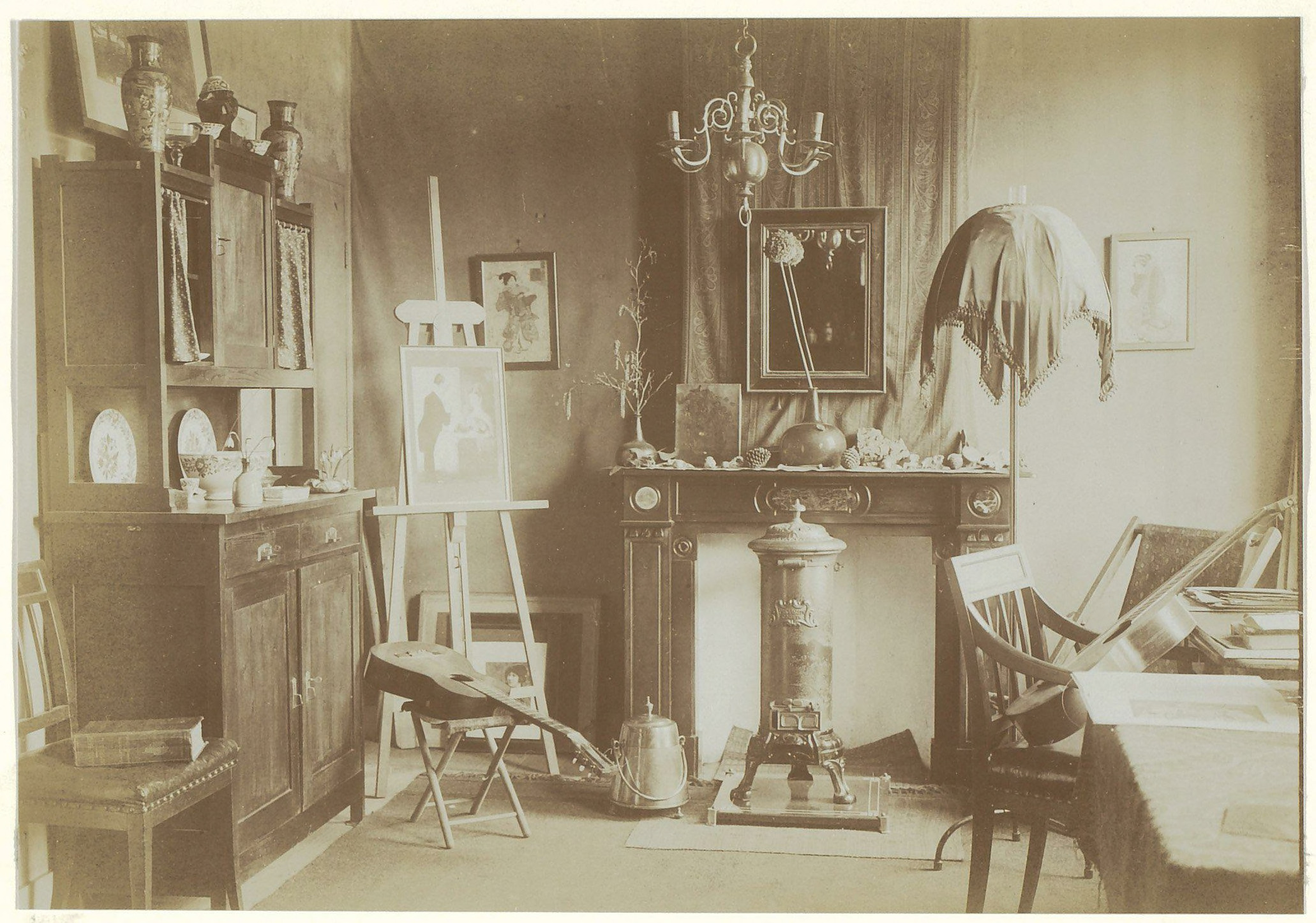
Atelier van Ko Doncker aan de Noord Schalkwijkerweg 103 in Haarlem, 1915.

Jacobus (Ko) Doncker (Haarlem, 6 april 1874 – 7 april 1917) was een Haarlemse kunstenaar, die op artistiek gebied voornamelijk actief was als illustrator, schrijver en schimmenschuiver voor het schimmenspel.

## Levensloop
Doncker was een klasgenoot van Jan Feith en volgde ook lessen aan de Kunstnijverheidsschool te Haarlem. Na zijn studie werkte Doncker tussen 1894 en 1905 in België, Engeland en Frankrijk.
In België schilderde hij decors voor de Wereldtentoonstelling van 1894 te Antwerpen en werkte hij in Brusselse plateelbakkerijen. In Londen ontwierp hij bloemrijke behangselpatronen en in Parijs werden zijn prenten opgenomen in het bekende humoristische tijdschrift Le Rire.
Zijn artistieke werkzaamheden in Nederland waren zeer uiteenlopend. Rond 1900 schreef en tekende hij twee beeldverhalen over de belevenissen van Dr. Mol, een man die door biologische experimenten in de knoei raakte (De Avonturen van Dr. Mol (1900)). Hij tekende spotprenten voor onder andere De Groene Amsterdammer, het satirische weekblad De Ware Jacob en het Haarlems Dagblad. De bouw van de Beurs van Berlage inspireerde hem tot het schrijven van een toneelstuk. Ook illustreerde hij op zijn eigen kenmerkende wijze de Gedichten van den Schoolmeester.

### Limericks en schimmenspelen
Doncker heeft de limerick in Nederland geïntroduceerd. In het najaar van 1911 schreef hij voor het familietijdschrift Op de hoogte limericks die hij toelichtte met bizarre tekeningen.
Vanaf 1912 kreeg hij landelijke bekendheid met zijn humoristische schimmenspelen. In deze spelen werd de geschiedenis van de schilderkunst en de liefde op een bijzondere wijze zwart-wit weergegeven. Doncker was de eerste echte grote schimmenspeler in Nederland. Zijn grootste kracht was het voordragen van de eigen geschreven teksten en daarnaast had hij een tekenopleiding gevolgd. In zijn spelen verdreef hij de droefheid met vrolijkheid, met ernstige zaken stak hij de gek. De geschiedenis en vooral die van de schilderkunst, was zijn geliefde onderwerp. Hij maakte niet veel gebruik van bewegingen in zijn poppen. Het zuivere contrast tussen zwart en wit vond hij belangrijker.
Tijdens de Eerste Wereldoorlog trad hij met Koos Speenhoff op voor de militairen, waarbij Doncker met zijn schimmen Speenhoff-liedjes begeleidde. Vanwege deze schimmenspelen is in Amstelveen een laan naar Doncker vernoemd.

### Reclamestrips

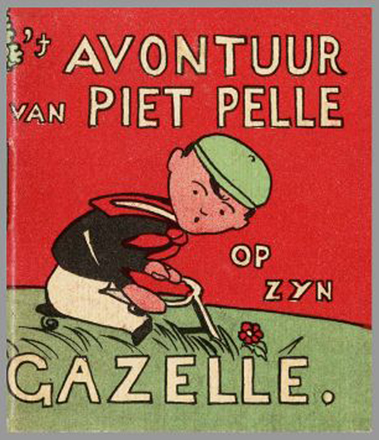
Kaft van een boekje van Piet Pelle uit 1912

Als een van de eersten in Nederland bedacht Doncker de reclamestrip. Zo tekende hij in 1912 voor de Firma Verweegen & Kok, leveranciers van koffers en tassen in de Kalverstraat te Amsterdam, een reclamestrip in boekvorm. In deze strip beleeft een mannetje, mr. Haverstok, tijdens een wereldreis allerlei avonturen met de koffers van Verweegen & Kok. Deze strip vertoont een opvallende gelijkenis met hedendaagse reclamefilmpjes waarin koffers ongedeerd onder olifanten en auto's vandaan komen.
In de Kalverstraat was nog een firma die van de illustratieve diensten van Doncker gebruikmaakte. Het was de Vennootschap 'Corona', een bloemenhandel. Ook voor hen ontwierp Doncker een strip, maar in plaats van potsierlijke tekeningen gebruikte hij realistische silhouetten om de aankoop van bloemen te stimuleren.
Eén reclameschepping van Doncker zou tot in onze tijd voortleven. Voor de Gazelle Rijwielfabriek v/h Arentsen & Kölling te Dieren tekende hij begin 1912 de strip Het avontuur van Piet Pelle op zyn Gazelle. De eerste oplage bedroeg 20.000 stuks. Doncker stond hierdoor aan de basis van de langstlopende strip in Nederland. In latere herdrukken verviel zijn naam, werden de tekeningen gemoderniseerd en het taalgebruik aangepast, maar het idee van Doncker bleef gehandhaafd.
Het ontwerpen en tekenen van reclamestrips raakte op de achtergrond, totdat hij de kans kreeg reclame en schimmenspel te koppelen. Die gelegenheid werd hem geboden door Salm's Sigarenfabriek te Haarlem. De firma Salm was begin 1917 op het idee gekomen ruilplaatjes bij haar producten te verpakken. Doncker ontwierp een schimmenspel dat op plaatjes werd afgedrukt. Doel was uiteraard de omzet te vergroten. Het middel was - in tegenstelling tot wat verwacht mocht worden - een verhaal om de kinderen te waarschuwen tegen de gevaren van roken. Zo ontstond een schimmenspel met de titel 'Rookt nooit te vroeg'. Hoofdpersoon van het spel was Jantje van der Plas, die sigaren van zijn vader stal. Deze jongeman rookte zoveel, dat hij op school versuft de lessen volgde en als domkop door het leven ging. Dit schimmenspel was zo'n succes, dat de fabrikant het liet vergroten tot poppen van ruim 60 cm hoog. Deze poppen, voorzien van een rubber slangetje, konden 'echt' roken. Met dit schimmenspel zou Doncker in het land optreden. De opbrengst was bestemd voor een goed doel. In maart 1917 werd dit spel te Groningen voor het eerst vertoond. Maar het was tevens de laatste voorstelling: op 7 april 1917, één dag na zijn 43ste verjaardag, overleed Doncker aan de gevolgen van een verwaarloosde nierziekte.
Van 23 september 1994 t/m 8 januari 1995 werd in het Historisch Museum Zuid Kennemerland te Haarlem de expositie Ko Doncker: Tekenaar, schrijver, schimmenschuiver gehouden.